# Zhang Jiebin
Zhang Jiebin (en chino tradicional, 張介賓; pinyin, Zhāng Jièbīn; 1563-1640) fue un médico y escritor de la dinastía Ming. En su juventud, Zhang estudió medicina y sirvió en el ejército como asesor. Tras una exitosa carrera como médico, pasó sus últimos años en su Zhejiang natal.

## Primeros años de vida
Zhang nació en 1563 en Shanyin (ahora Shaoxing), Zhejiang. Se mudó a Shuntian, actual Beijing, cuando era un adolescente, donde su padre había sido destinado para servir como asesor honorario en el ejército.

## Carrera
En la capital, Zhang fue instruido por el médico Jin Mengshi (金夢石). Posteriormente también se convirtió en asesor militar y estuvo brevemente destinado en Corea, aunque su tiempo en el ejército transcurrió en general sin incidentes. Al regresar a casa para seguir una carrera de tiempo completo como médico, Zhang se destacó por su enfoque de la medicina, que en ese momento se consideraba poco ortodoxa: en lugar de centrarse en los síntomas de una enfermedad, prefería centrarse en sus causas. Pudo tratar enfermedades que hasta entonces habían confundido a sus colegas médicos y, en consecuencia, obtuvo muchos elogios por su trabajo.
Tras la muerte del emperador Wanli en 1620, Zhang regresó a Zhejiang, donde escribiría varios comentarios y tratados médicos. Su primer libro, Leijing (類經), examinó el Huangdi Neijing y se publicó por primera vez en 1624. Según el escritor del siglo XVII Huang Zongxi, el libro fue «el trabajo sobre medicina más popular y valioso de su época». Zhang también escribió la enciclopedia médica Jingyue quanshu (景岳全書), probablemente entre 1620 y 1640; fue publicado póstumamente por su nieto, quien también escribió su prólogo, en 1700.

## Puntos de vista
Según Zhang, el antiguo texto filosófico Yijing era de lectura obligatoria para todos los médicos. También tendió a incorporar ideas neoconfucianistas y taoístas en sus escritos médicos.
En sus primeros años, Zhang se suscribió a una escuela de pensamiento de medicina china conocida como «nutrir el yin». Sin embargo, alrededor de los 40 años, comenzó a interesarse más por el «componente yang» del cuerpo, creyendo que la buena salud provenía de la protección de órganos como el estómago y el bazo, que a su vez requerían «sustancias calientes» como el tabaco. Zhang se convirtió en uno de los primeros y más influyentes defensores del tabaquismo. Sostuvo que el humo del tabaco contenía «yang qì que calienta y repone vitalmente» que apoyaría a los principales órganos del cuerpo y permitiría «superar una serie de dolencias». Por otra parte, Zhang reconoció que el tabaco tenía «algunos efectos intoxicantes perniciosos». Advirtió contra el tabaquismo excesivo y recomendó inhalar «sólo una o dos bocanadas a la vez».

### Citas
1. 1 2 3 4 5 6 7 8  Tsui, 2017, p. 866.
2. 1 2  Ma, 2020, p. 517.
3. ↑  Unschuld, 2003, p. 68.
4. ↑  Wu, 2010, p. 98.
5. ↑  Wu, 2010, p. 100.
6. 1 2 3  Benedict, 2011, p. 98.
7. ↑  Smith, 2009, p. 230.
8. ↑  Benedict, 2011, p. 99.